# Мікер (Оклахома)
Мікер (англ. Meeker) — місто (англ. town) в США, в окрузі Лінкольн штату Оклахома. Населення — 1004 особи (2020).

## Географія
Мікер розташований за координатами 35°28′55″ пн. ш. 96°53′44″ зх. д. / 35.48194° пн. ш. 96.89556° зх. д. (35.481838, -96.895533).  За даними Бюро перепису населення США в 2010 році місто мало площу 7,51 км², з яких 7,33 км² — суходіл та 0,18 км² — водойми.

## Демографія
Згідно з переписом 2010 року, у місті мешкали 1144 особи в 452 домогосподарствах у складі 303 родин. Густота населення становила 152 особи/км².  Було 521 помешкання (69/км²).
Расовий склад населення:
| - 84,9 % — білих - 9,5 % — корінних американців - 0,7 % — чорних або афроамериканців - 0,3 % — азіатів |

До двох чи більше рас належало 4,2 %. Частка іспаномовних становила 2,4 % від усіх жителів.
За віковим діапазоном населення розподілялося таким чином: 26,6 % — особи молодші 18 років, 54,9 % — особи у віці 18—64 років, 18,5 % — особи у віці 65 років та старші. Медіана віку мешканця становила 37,5 року. На 100 осіб жіночої статі у місті припадало 85,7 чоловіків;  на 100 жінок у віці від 18 років та старших — 81,8 чоловіків також старших 18 років.
Середній дохід на одне домашнє господарство  становив 53 359 доларів США (медіана — 34 125), а середній дохід на одну сім'ю — 68 290 доларів (медіана — 57 917). Медіана доходів становила 42 500 доларів для чоловіків та 33 021 долар для жінок. За межею бідності перебувало 18,9 % осіб, у тому числі 25,0 % дітей у віці до 18 років та 15,3 % осіб у віці 65 років та старших.
Цивільне працевлаштоване населення становило 437 осіб. Основні галузі зайнятості: освіта, охорона здоров'я та соціальна допомога — 24,3 %, роздрібна торгівля — 12,6 %, публічна адміністрація — 11,0 %, мистецтво, розваги та відпочинок — 10,8 %.